# Španělská jezdecká škola

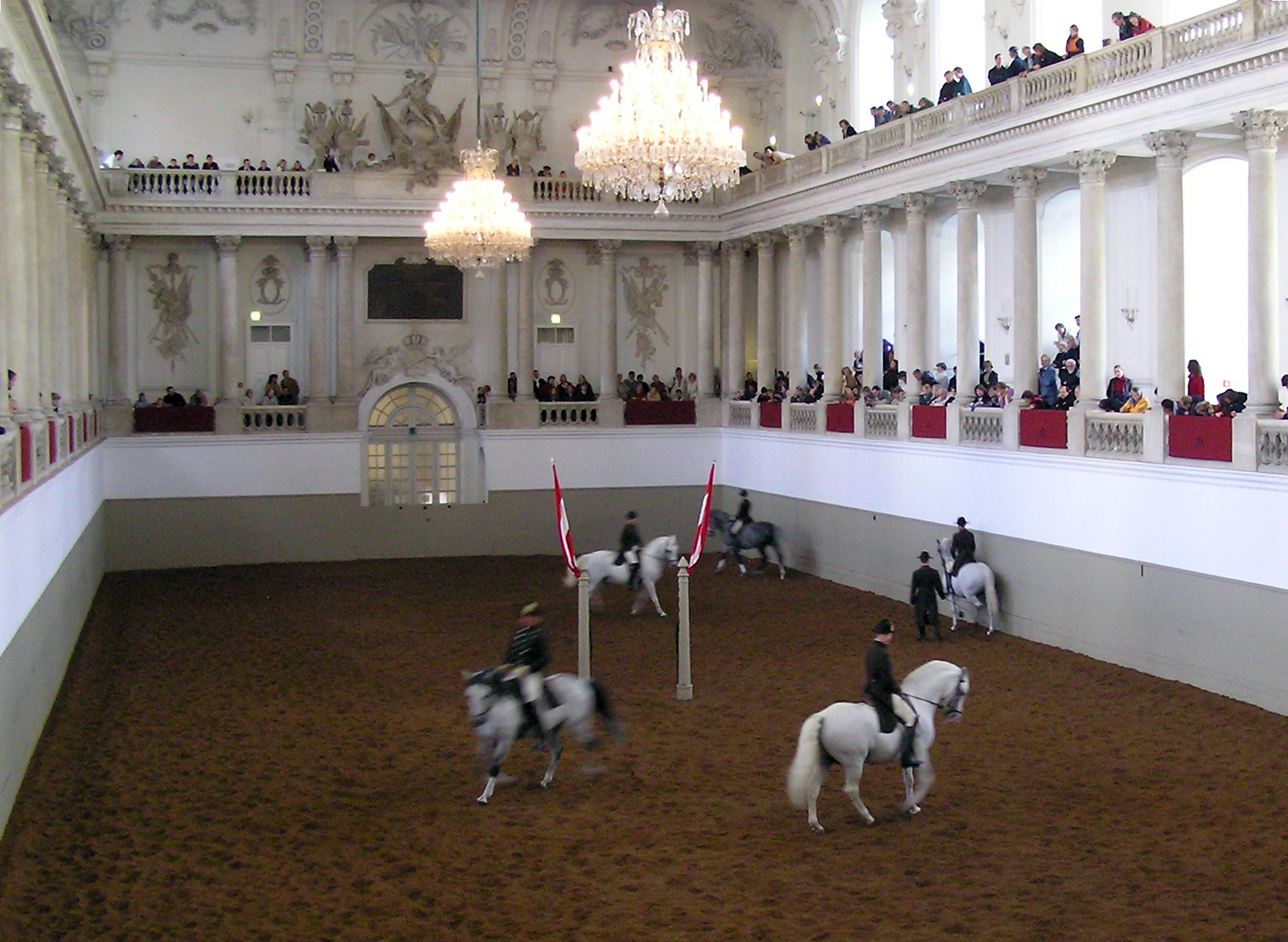
Výcvik v Zimní jízdárně Hofburgu

Španělská jezdecká škola, německy Spanische Hofreitschule, je rakouská vzdělávací instituce věnující se ochraně klasické drezúry a výcviku lipicánů. Sídlí ve vídeňském Hofburgu a je známou turistickou atrakcí. Je řazena k tzv. velké čtyřce světových jezdeckých škol (spolu s francouzskou Cadre Noir, portugalskou jezdeckou školou a královskou andaluzskou jezdeckou školou). Turisticky oblíbené produkce se konají především v Zimní jízdárně, která byla postavená v letech 1729–1735. Škola sama je prvně v historických pramenech zmíněna roku 1572, a je tak patrně nejstarší svého druhu na světě. Název "španělská" je odvozen od španělského původu lipicánů. V současnosti většina drezůrovaných koní pochází z chovu v obci Piber, v západním Štýrsku.